# کوتا سایتو
کوتا سایتو (انگلیسی: Kota Saito؛ زادهٔ ۱۰ آوریل ۱۹۹۷) بازیکن فوتبال اهل ژاپن است.
از باشگاه‌هایی که در آن بازی کرده‌است می‌توان به باشگاه فوتبال آلبیرکس نیگاتا اشاره کرد.